# Josh Anderson
Josh Anderson (Burlington, Ontario, 7 de mayo de 1994), apodado Andy o The Andy Man, es un jugador profesional canadiense de hockey sobre hielo que se desempeña en la posición de extremo derecho en Montreal Canadiens, equipo de la National Hockey League (NHL).

## Carrera
Fue seleccionado en la cuarta ronda en la NHL Entry Draft de 2012. En 2014 hizo su debut profesional con el equipo Columbus Blue Jackets, en el cual jugó seis temporadas (2014-2020), después pasó a Montreal Canadiens, donde lleva jugando cuatro temporadas.